# Henryk Szordykowski
Henryk Jan Szordykowski (Iłowo-Osada, 3 giugno 1944 – 25 dicembre 2022) è stato un mezzofondista polacco.

## Biografia
Debuttò a livello internazionale ai campionati europei del 1966 quando finì ottavo nella finale dei 1500 metri. Partecipò alle Olimpiadi di Città del Messico 1968 dove fu eliminato al primo turno degli 800 metri ma raggiunse la finale dei 1500 piazzandosi al settimo posto.
Ai Giochi europei indoor del 1969 vinse la medaglia d'argento nella gara degli 800 metri e quella d'oro nella staffetta mista.
Nello stesso anno vinse anche la medaglia di bronzo nei 1500 metri ai campionati europei di Atene, mentre nell'edizione successiva, due anni dopo, conquistò l'argento nella gara vinta da Franco Arese. Alle Olimpiadi di Monaco di Baviera 1972, nonostante fosse tra i favoriti, non riuscì a raggiungere la finale dei 1500 metri.
Sempre nei 1500 m fu quattro volte campione europeo indoor (1970, 1971, 1973 e 1974). Vinse inoltre due volte (1969 e 1971) la gara sul miglio ai campionati statunitensi indoor
Vinse tre titoli nazionali sugli 800 metri (1966, 1967, 1969) e quattro sui 1500 metri (1968, 1971, 1972, 1974), più uno indoor sempre nel 1974.
Suo fratello, Zenon Szordykowski, è stato a sua volta un mezzofondista di buon livello internazionale.

## Palmarès
| Anno | Manifestazione | Sede      | Evento          | Risultato | Prestazione | Note                  |
| ---- | -------------- | --------- | --------------- | --------- | ----------- | --------------------- |
| 1969 | Europei indoor | Belgrado  | 800 metri       | Argento   | 1'47"1      |                       |
| 1969 | Europei indoor | Belgrado  | Staffetta mista | Oro       | 4'16"4      |                       |
| 1969 | Europei        | Atene     | 1500 metri      | Bronzo    | 3'39"8      |                       |
| 1970 | Europei indoor | Vienna    | 1500 metri      | Oro       | 3'48"8      |                       |
| 1971 | Europei indoor | Sofia     | 1500 metri      | Oro       | 3'41"4      | Record dei campionati |
| 1971 | Europei        | Helsinki  | 1500 metri      | Argento   | 3'38"73     |                       |
| 1973 | Europei indoor | Rotterdam | 1500 metri      | Oro       | 3'43"01     |                       |
| 1974 | Europei indoor | Göteborg  | 1500 metri      | Oro       | 3'41"78     |                       |

## Altre competizioni internazionali
1970
- Argento in Coppa Europa ( Stoccolma), 1500 m piani - 3'42"5